# ماريا ماكدلينا
ماريا ماكدلينا بالإنجليزية Maria Magdalena ، أو «لن أكون مثل ماريا ماكدلينا» هو عنوان لأول أغنية للمغنية الألمانية ساندرا من البومها المنفرد (مسرحية طويلة). وقد ظهرت الأغنية في ألمانيا وكندا حيث لاقت نجاحاً كبيراً قبل ظهورها في قوائم التسويق العالمي، واحتلت المرتبة الأولي في سباق الأغاني في عدد من البلدان ولمدة عامين حتى صارت واحدة من أغاني الديسكو - بوب الناجحة مثلها في ذلك مثل أغنية «لا يك إ فيرجين» (العذراء) للفنانة الأمريكية مادونا والتي بلغت المرتبة الأولى في أسواق الموسيقى العالمية في مدة قصيرة.

## خلفية
بعد خروج شركة ارابسيك من ميدان الموسيقي فكرت ساندرا في إصدار البومها المنفرد الذي بدأت تسجيله في عام 1983 والذي لم يكتمل بسبب مشاكل مالية تعرضت لها شركة ارابسيك التي كانت تتولى عملية التسجيل.
كان من المقرر إصدار أغنية للفنانة ساندرا بعنوان فتاة صغيرة وفي بداية التسجيل استغل المنتج مايكل كريتو الفرصة لكي يستمع إلى الشريط التسجيلي لساندرا فصادفته أغنية ماريا ماجدولينا فأعجب بها ورأى فيها أغنية احترافية جيدة من أغاني موسيقي الديسكو، فأوقف التسجيل فوراً على نحو أدهش ساندرا التي ظنت بأنها اخطئت اثناء الغناء لكنه أخبرها بأن إضافة أغنية ماريا ماجدولينا إلى البومها سيؤدي إلى نجاح الألبوم بكامله. لم تقتنع ساندرا بهذا الرأي رغم ان الكاتب الذي كتب لها نصوص أغنية فتاة صغيرة هو نفسه الذي كتب لها ماريا ماجدلينا في سنة 1979 عندما كانت ساندرا تتعامل مع فرقة ارابسيك. وبعد ثلاثة أيام اقتنعت ساندرا بالفكرة ووافقت على تسجيل ماريا ماجدولينا وإدراجها كأغنية أولى رئيسية في البوم مسرحية طويلة.

## النجاح التسويقي والإذاعي للأغنية
لم يتم في البداية إنتاج البوم ساندرا، بل تم أولاً إصدار أغنية ماريا ماجدولينا منفردة وقد كان مايكل كريتو محقاً في كلامه، حيث سرعان لاقت الأغنية نجاحاً باهراً في برنامج «توب ميوسيك تو نيت» وظلت تُذاع فيه لمدة ثلاثة أشهر في تحدي كبير في سباق الأغنيات حتى في بلدان مثل روسيا. ولعل الغريب في الأمر أن ساندرا لم تقم بإحياء حفلات موسيقية في الولايات المتحدة ورغم ذلك هناك وصلت الي موقع المنافسة هناك خاصة في مجلة النجم الجديد، لتنافس نجوم بارزون في دنيا الفن والغناء مثل مادوناو مايكل جاكسون وجورج مايكل. وفي يناير 1986 م تبوأت مراكز عالية بسوق الموسيقى في كندا.